# خوباو

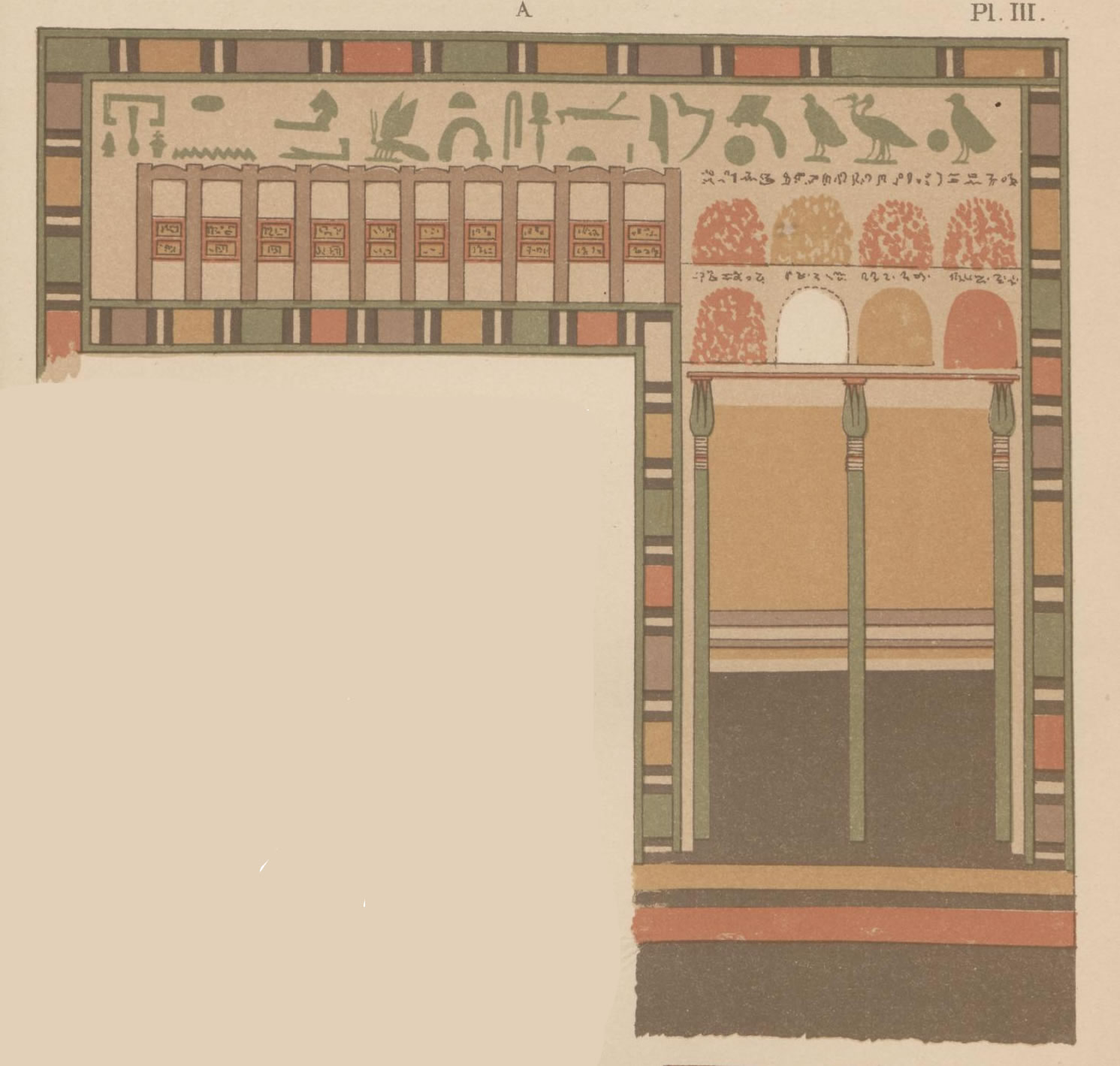
جدار مزخرف في غرفة مقبرة خوباو

خوباو كان أحد كبار المسؤولين المصريين الذين عاشوا في نهاية الدولة القديمة في الأسرة السادسة حوالي عام 2300 قبل الميلاد. قد يعود إلى عهد الملك بيبي الثاني (حوالي 2284 قبل الميلاد - 2247 قبل الميلاد) أو بعد ذلك بوقت قصير. خوباو معروف من قبره في سقارة بالقرب من هرم بيبي الثاني . تم العثور على قبره من قبل جاستون ماسبيرو 
كان لخوباو عدة ألقاب. منها كاهن هرم بيبي الثاني، سيد تاور لذلك كان أمير في مقاطعة مصر العليا الثامنة.